# Парадигма летящих гусей
Парадигма летящих гусей (яп. 雁行形態論 ганко: кэйтайрон) представляет собой взгляд японских учёных на технологическое развитие в Юго-Восточной Азии, рассматривающих Японию как ведущую державу этого развития. Термин был придуман в 1930-х годах, но получил более широкую популярность в 1960-х, после того, как его автор Канамэ Акамацу опубликовал свои идеи в журнале развивающихся экономик (англ. Journal of Developing Economies).

## Парадигма Акамацу

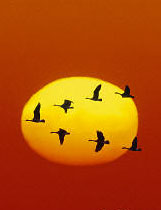
Клин гусей

Парадигма Акамацу — это модель международного разделения труда, основанная на динамических сравнительных преимуществах. Парадигма постулировала, что азиатские страны догонят Запад в определённом порядке по мере того, как производство товаров широкого потребления будет постоянно перемещаться из более развитых стран в менее развитые. Таким образом, менее развитые страны региона можно считать ориентированными на более развитые и повторяющими их стадии развития. 
Ведущий «гусь» в этой схеме — сама Япония, страны второго эшелона составляют азиатские тигры (Южная Корея, Сингапур, Тайвань и Гонконг). После этих двух групп идут основные страны АСЕАН: Таиланд, Малайзия и Индонезия, и, наконец, замыкают список наименее развитые крупные страны региона: Китай, Вьетнам, Филиппины и так далее.
Основным драйвером модели является необходимость реструктуризации экономики лидеров из-за увеличения затрат на рабочую силу. Поскольку сравнительные преимущества (в глобальном масштабе) «ведущего гуся» заставляют его всё дальше и дальше переходить от трудоёмкого производства к более капиталоёмким видам деятельности, он перемещает своё низкопроизводительное производство в страны, которые находятся ниже по иерархической лестнице «гусиной стаи» (в которых данная модель также впоследствии воспроизводится). Из-за того что импульс к развитию всегда исходит от страны высшего уровня, многие называют парадигму «летящих гусей» нисходящей моделью. Эта модель оказалась полезным инструментом при описании региональных структур производства в Восточной Азии, поскольку, например, такая отрасль, как текстильная промышленность, покинула не только Японию, как наиболее развитую страну Восточной Азии, но и, позднее, также покинула Южную Корею, Тайвань и др. Эти страны второго уровня сейчас прочно обосновались, например, в автомобильной промышленности и передовом производстве бытовой электроники и тому подобного.
Модель Акамацу плохо описывает средства передачи технологий. Он предполагает, что важную роль играет как демонстрационный эффект международной торговли, так и «животный дух предпринимателей» в развивающихся странах. Модифицированные версии данной модели, такие как представленная в 1995 году модель Тэрутомо Одзавы (яп. 小沢輝智), подчёркивают важность транснациональных фирм для передачи технологий.
Сам Акамацу рассматривал иерархию и внутренний порядок стран в рамках модели как нестабильные величины, видимо, ориентируясь на взрывное развитие Японии в конце XIX века. Другие учёные, однако, подчёркивали стабильность кластерного роста, предусмотренного моделью, из-за трудностей перехода для стран через уровень.

## Актуальность парадигмы Акамацу
Как было показано в 2013 году, теория Акамацу подчеркивает дифференциацию мировой экономики, которая приводит к быстрому распространению новых технологий в растущие индустриальные страны, что начинается с импорта этими странами новых товаров. Со временем импортируются также технологии и средства производства, создаются соответствующие отрасли. Унифицирование промышленности и сельского хозяйства привело к ожесточённой конкуренции между Европой, США и Японией в последней четверти XIX века. Возникновение инноваций в какой-либо отрасли развитой страны вызывает концентрацию инвестиций и последующий рост производства и доходов, что приводит к последующему росту импорта сырья и продуктов питания. Таким образом, мировое производство и торговля расширяются, а цены повышаются.
Распространение инноваций приводит к конкуренции между отраслями стран-доноров и стран-реципиентов технологий. Экспорт страны-донора стагнирует, а на мировом уровне наблюдается тенденция к перепроизводству, цены снижаются, а темпы роста производства и торговли падают. Первая, восходящая А-фаза цикла Кондратьева будет, согласно Акамацу, периодом дифференциации в мировой экономической структуре, в то время как «период падения» или B-фаза цикла Кондратьева будет, как утверждает Акамацу, совпадать с процессом унификации в мировой экономической структуре.
Для Акамацу характерная структура отношений Центр-Периферия характеризуется тем фактом, что развивающаяся страна будет экспортировать сырьевые продукты и импортировать промышленные товары для потребления. Позднее развивающаяся страна будет пытаться производить товары, которые до сих пор ею импортировались, сначала в области потребительских товаров, а затем и в области более капиталоёмких товаров. На четвёртой стадии процесса развивающаяся страна попытается экспортировать капиталоёмкие товары. Однако, поскольку отрасли производства капиталоёмких товаров в развитых странах будут продолжать развиваться дальше, тенденция к дифференциации в мировой экономике приведёт к крайним различиям в сравнительных издержках.
Однако модель также показывает и некоторые негативные стороны подобного развития, которые заключаются в несоответствиях в платежном балансе и необходимости увеличения экспорта сырьевых продуктов.
Модель Акамацу построена на трёх основных противоречиях: противоречия развития, циклические противоречия между богатыми и бедными странами и структурных противоречиях.